# Mégamix
Pour les articles homonymes, voir Megamix.
Un mégamix (préfixe « méga », du grec μέγας, signifiant « grand ») est un remix, basé sur l'idée d'un collage musical et sonore, dans lequel le producteur ou le « mégamixeur » combine des éléments de différents morceaux musicaux pour créer un ensemble unitaire à part entière d'environ 8 à 10 minutes approximativement. Il ne doit pas être confondu avec le DJ mix, qui consiste à assembler une liste musicale mixée, qui dure généralement plus de 30 minutes.
Le mégamixeur peut utiliser des échantillons et des fragments tirés des chansons originales, en utilisant ses compétences et ses ressources techniques pour développer une large gamme d'effets qui apportent une fraîcheur musicale, généralement le turntablism, le sampling, les scratches, les répétitions de beats, et même sa propre composition musicale inédite. Comme définition conceptuelle, en Espagne, il se réfère généralement à la phrase exprimée en 1991 par Fernandisco dans l'album Max Mix 11 : « Megamix is a million mixes » (le mégamix, c'est un million de mixes »).

## Histoire
En 1997 en Espagne, avec l'aide de Ricardo Campoy, Toni Peret, José María Castells, Quique Tejada (qui forment « la Dream Team ») et Andreu Ugas, Vale Music est né, l'héritier moral et commercial de Max Music. Durant cette période, Vale Music publie des compilations telles que Dance Mix USA, Cronicas Marcianas Mix et It's Your Time. De son côté, Max Music poursuit certaines de ses grandes séries comme Bombazo Mix, Máquina Total ou Lo+Duro, y compris des mégamixes beaucoup moins élaborés de Mike Platinas, qui a rejoint la société après le départ de « la Dream Team ». Dans un environnement raréfié par les guerres d'entreprises et l'évolution des habitudes de consommation, des compilations incluant des sessions de mixage voient le jour, au détriment du mégamix. Max Music finira par disparaître au milieu d'un scandale fâcheux impliquant extorsions, enlèvements et tentatives d'assassinat.
Au milieu de la décennie, Peret, Castells et Tejada reviennent en tant que « Dream Team Reload », se produisant en concert et publiant quelques titres à thème remember (rétro) : Children of the 80's, Noventeros Mix, et Max Mix Live! (El Primer megamix en directo).
En 2015, Blanco y Negro Music publie la compilation Max Mix (30 aniversario) en deux éditions distinctes, dans laquelle Peret et Platinas sont revenus sur la série Max Mix pour réaliser deux mégamixes commémoratifs dans lesquels les titres classiques de la première époque du Max Mix ont été récupérés. Cependant, ces dernières années, cette société a changé sa politique commerciale dans le but de s'adapter aux nouveaux temps, laissant de nouveau de côté le mégamix, et misant surtout sur le streaming, au détriment du format physique.
À l'international, des artistes et groupes comme Avicii, Bananarama, Bobby Brown, Britney Spears, Michael Jackson, Tenacious D et Tina Turner possèdent leurs propres mégamixes officiels.